# Command Ridge
Le Command Ridge, en nauruan Janor, est une colline de Nauru qui constitue le point culminant de ce pays avec 71 mètres d'altitude.

## Géographie
Le Command Ridge se situe dans le sud-ouest de l'île de Nauru, en bordure du plateau, dans le district d'Aiwo et à la limite de celui de Buada. Il surplombe l'agglomération de Nauru située à l'ouest et la lagune Buada située au sud-est. La colline se présente sous la forme d'un relief allongé (ridge en anglais) orienté nord-nord-est – sud-sud-ouest. Le sommet et son flanc Ouest se trouvent dans le district d'Aiwo tandis que son flanc Est se trouve dans le district de Buada.
Tout comme le reste du plateau central de l'île, le Command Ridge est constitué de pitons calcaires d'origine corallienne entre lesquels se loge du phosphate. La non-exploitation de ce minerai a permis la préservation d'une maigre forêt tropicale au sommet.
Une piste carrossable venant de la lagune Buada permet d'accéder au sommet qui est entouré à l'est et au sud par l'unique voie de chemin de fer de Nauru. La raffinerie de phosphate de la Republic of Nauru Phosphate Corporation se trouve contre le Command Ridge, au sud-ouest du sommet.

## Histoire

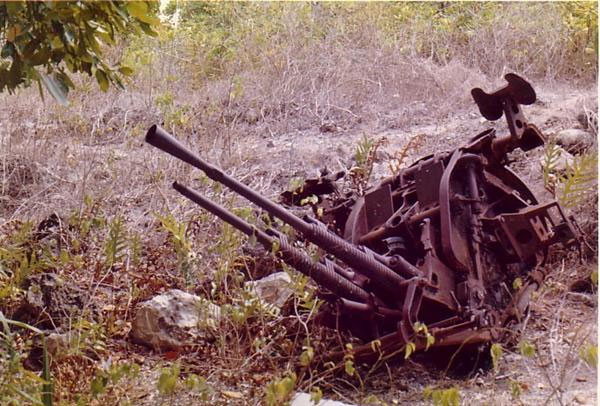
Relique de la Seconde Guerre mondiale sur le Command Ridge : canon antiaérien japonais rouillé.

Pendant la Seconde Guerre mondiale, l'île est prise par les Japonais en 1942. Ils installent sur le Command Ridge des canons antiaériens de 12,7 millimètres et un réseau de bunkers où est installé leur quartier général. Les restes de deux de ces canons et des bunkers sont encore visibles. Selon le directeur du musée d'Histoire de Nauru, le Command Ridge et les vestiges de la guerre qu'il abrite ont un important potentiel touristique.
D'anciens et imposants takamakas situés au sommet sont coupés à la tronçonneuse au milieu des années 1980 afin de priver les noddis de leurs perchoirs pour mieux les attraper. Au moment de l'installation de la tour de télécommunications sur le sommet, la démolition de l'un des bunkers et son remplacement par un bloc de béton de taille équivalente servant de support à la tour a été envisagé. Une intervention de dernière minute permet de sauver le bunker, le bloc de béton étant alors construit à côté.

### Source
- (en) Lonely Planet - Command Ridge